# Логор Хрватска Дубица
Концентрациони логор Хрватска Дубица или Логор Дубичке кречане је био концентрациони логор на територији постојеће фашистичке Независне Државе Хрватске (НДХ) 1941-1945.   Логор, којим су управљали крајње десничарске усташе, налазио се недалеко од Хрватске Дубице. Интернирани су углавном били Срби, Јевреји и Роми.

## Историја
У присуству родбине страдалих у логору, верници и чланови Већа српске националне мањине оптштине Хрватска Дубица присуствовали су парастосу за страдале у логору, који је служио г. Славиша Симаковић протојереј ставрофор парох костајничко-дубичке. 
Логор се налазио на левој страни пута Дубица - Костајница, непосредно код села Баћин, 20 км југоисточно од Јасеновца и око 3 км од Хрватске Дубице. Јасеновачке усташе су оградиле кућу са шталом и баштом Јове Биуковића, власника Кречана и кућу Илије Шабаља. Ограђена површина била је око 3000 квадратних метара. На десној страни пута налазиле су се три кречне пећи опасане бодљикавом жицом. У Кречанима се пекао кречњак који је коришћен у грађевинарству и за покривање масовних гробница у Кречанима и другим логорима. Јово Биуковић, окован на ногама, власник Кречана, учио је друге логораше печењу креча. 
У овим каменоломима кречњака вршене су и масовне ликвидације логораша, о чему говоре гробнице у близини каменолома кречњака. Једна пећ ове Кречане сачувана је до данас.  На пољима, у околним логорима и уз Уну из масовних гробница, 1957. године откопано је 7.150 скелета жртава. Избројане су 6.774 лобање, од којих је преко 300 дечијих. Проналажење и ископавање масовних гробница организовао је Гојко Бузаџић, председник Општине Дубица. У организацији општинског одбора Савеза бораца НОР-а 04.08.1957. посмртни остаци жртава су сахрањени. Страдали су из села Банија, Козарска Дубица, Подкозарје, али и из околних сремскомитровичких села. Управник логора био је Бено Дамјан, а заменик Жаро Марко. 
Логор Дубичке Кречане уништиле су усташе и 105. јегерска дивизија немачког Вермахта, непосредно пред ослобођење 4. маја 1945. године. Данас је сачувана једна пећ ове кречане. 